# Matilda Mecini
Matilda Mecini (Tirana, 5 ottobre 1988) è una modella albanese, incoronata Miss Universo Albania il 4 aprile 2008.
Ha rappresentato l'Albania a Miss Universo 2008, che si è tenuto a Nha Trang, in Vietnam il 14 luglio 2008.
Al momento dell'incoronazione, la Mecini stava studiando letteratura presso l'università di Tirana, ed era il leader della squadra di pallacanestro femminile di Tirana. Inoltre aveva già collezionato alcune esperienze come modella durante l'adolescenza.